# 伦道夫·基斯
伦道夫·基斯（英語：Randolph Keys，1966年4月19日—），美国NBA联盟前职业篮球运动员。他在1988年的NBA选秀中第1轮第22顺位被克里夫兰骑士选中。